# Le Diable sous l'oreiller
Pour plus de détails, voir Fiche technique et Distribution.
Le Diable sous l'oreiller (Un diablo bajo la almohada) est un film espagnol réalisé par José María Forqué et sorti en 1968.

## Fiche technique
- Titre original : Un diablo bajo la almohada
- Réalisation : José María Forqué
- Scénario : José María Forqué, Giuseppe Mangione, Edoardo Anton, d'après le roman El curioso impertinente de Miguel de Cervantes y Saavedra
- Photographie : Cecilio Paniagua
- Lieu de tournage : Costa Brava
- Musique : Roberto Pregadio, Romano Rizzati
- Montage : Petra de Nieva
- Durée : 105 minutes
- Dates de sortie: 
  - 26 février 1968 ( Espagne)

## Distribution
- Ingrid Thulin : Camila
- Maurice Ronet : Lotario
- Gabriele Ferzetti : Anselmo
- Amparo Soler Leal : Leonela
- Alfredo Landa : Brocheros
- Ana Carvajal
- Aida Power
- José Luis Coll : Dr. Fernández
- Agustín Bescos
- Antonio Pica : Mr. Anderson
- Víctor Israel